# Jaguar Mark IX
Jaguar Mark IX – luksusowy samochód produkowany przez brytyjską firmę Jaguar w latach 1959-1961. Następca modelu Mark VIII. Samochód był napędzany przez sześciocylindrowy rzędowy silnik o pojemności 3,8 litra. Moc przenoszona była na koła tylne poprzez 4-biegową manualną skrzynię biegów. Wyprodukowano 10009 egzemplarzy. Następcą został Jaguar Mark X.

## Dane techniczne

### Silnik
- R6 3,8 l (3781 cm³), 2 zawory na cylinder
- Średnica × skok tłoka: 87,00 mm × 106,00 mm
- Stopień sprężania: 8,0:1
- Moc maksymalna: 223 KM (164 kW) przy 5500 obr./min
- Maksymalny moment obrotowy: 325 N•m przy 3000 obr./min

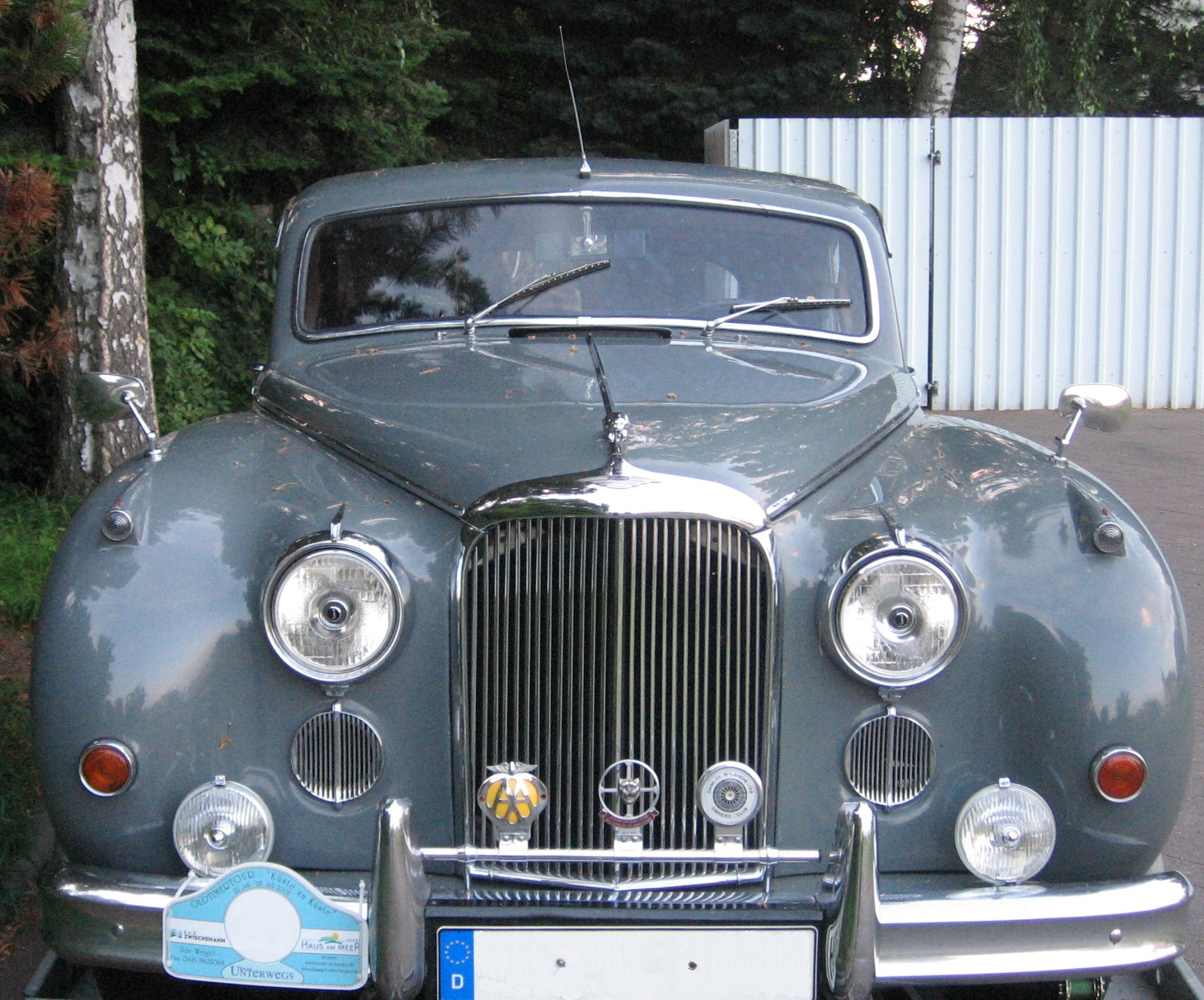
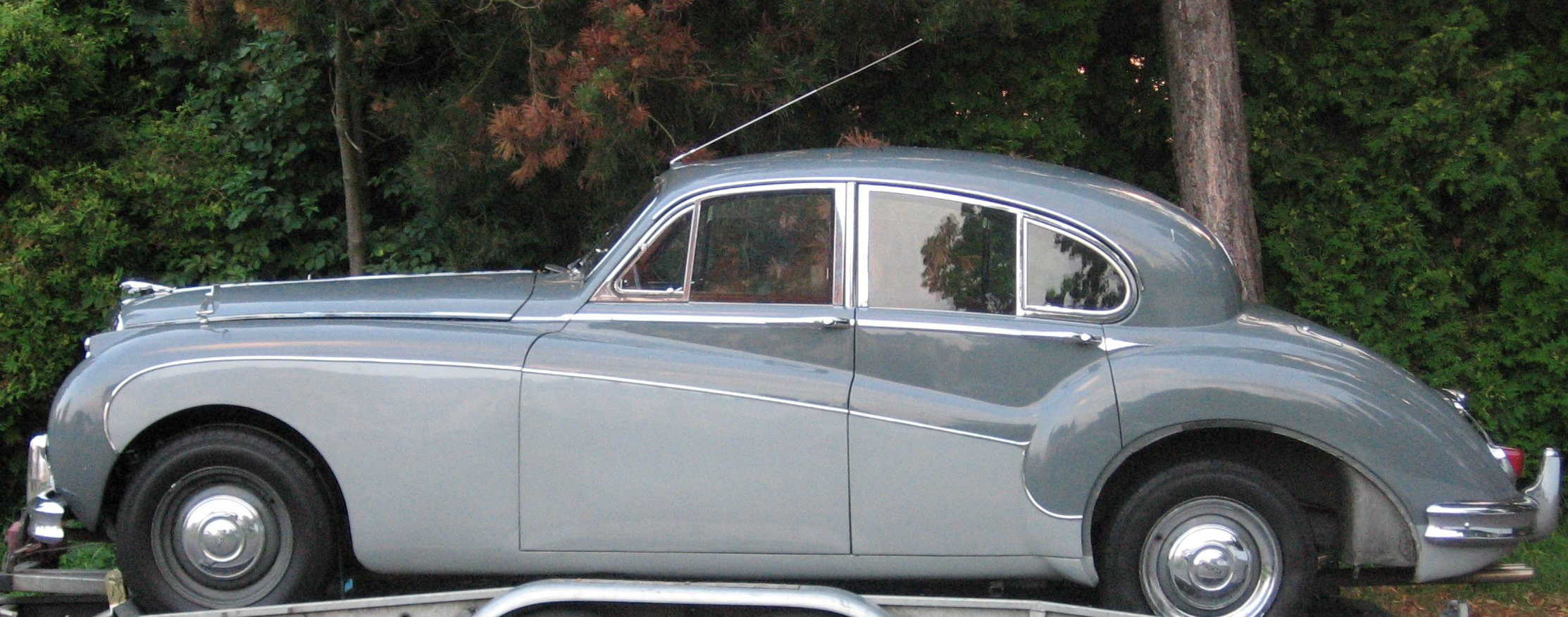
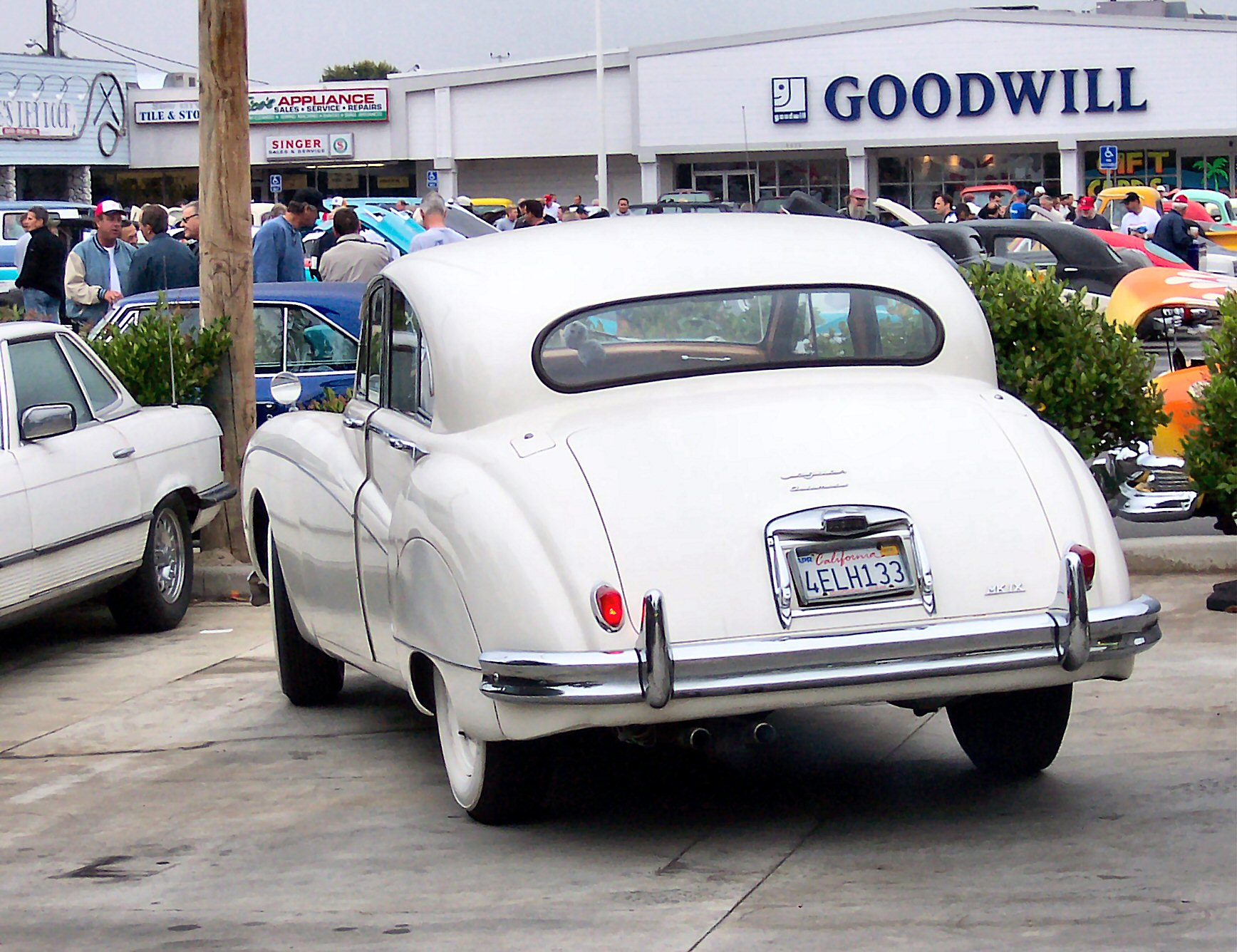